# Aeroportul Regional Astoria
Aeroportul Regional Astoria (IATA: AST, ICAO: KAST, FAA LID: AST) este un aeroport din Oregon, Statele Unite ale Americii ce deservește zona Astoria⁠(d). Aeroportul a fost tranzitat în 2019 de 10 pasageri. A fost numit după zona deservită.
Situat la o altitudine de 5 m, aeroportul dispune de 2 piste.

## Infrastructură

### Piste
Aeroportul dispune de 2 piste. Pista 08/26 are suprafața de asfalt și dimensiunile 5.794 picioare × 100 picioare. Pista 13/31 are suprafața de asfalt și dimensiunile 4.467 picioare × 100 picioare. 